# Posporno
El posporno es un movimiento artístico y activista que busca subvertir ideas hegemónicas acerca de la sexualidad y el cuerpo a través de reinterpretaciones feministas y queer de la pornografía. El posporno se centra en cuerpos y formas de representar que se alejan de la mirada predominante en la pornografía, y, a diferencia de la pornografía feminista, con frecuencia lleva a cabo performances y obras de arte público, así como intervenciones digitales, talleres y obra escrita.

## Inicios del posporno
El posporno surge a mediados de los años 80 en Estados Unidos, como posicionamiento político frente al movimiento antipornografía de grupos como Women Against Pornography y autoras como Andrea Dworkin, y vinculado por tanto al feminismo prosex.
El texto fundacional del movimiento es el Manifesto Post-Porno, firmado por las activistas y performers Annie Sprinkle, Verónica Vera, Candida Royalle y Frank Moore, y el concepto fue usado inicialmente por el fotógrafo Wink van Kempen y popularizado por Sprinkle.

## Posporno en España y Latinoamérica
La recepción del posporno en España se inició a finales de los años noventa, bajo la influencia de los nuevos movimientos queer y, posteriormente, el transfeminismo. El movimiento se desarrolló de forma significativa en la década de los 2000, con una influencia destacada de Paul B. Preciado, Virginie Despentes y María Llopis en el plano teórico y un carácter crítico y contracultural. En este sentido, desde sus orígenes combinaron acciones en centros de arte contemporáneo con otras en centros sociales autogestionados y espacios asociativos.
El colectivo Girlswholikeporno, que integraban Maria Llopis y Águeda Bañón, fue uno de los primeros grupos en el Estado español de esta corriente crítica, centrada en la subversión de normas sexuales patriarcales. Entre los años 2004 y 2007, realizaron piezas de videoarte, performances, fotografía y talleres feministas. Llopis es también autora de una obra en solitario que explora temas como el placer y la violencia sexual, la sexualidad de las mujeres mayores, la performatividad de género o las maternidades alternativas.Diana J. Torres es autora de una obra orientada a la performance pública que ella ha denominado "pornoterrorista". En 2010 participó junto a otros colectivos en una serie de performances en el Palau de la Virreina en homenaje a Ocaña.
En 2003 Preciado organizó en el MACBA el Maratón posporno, el primer congreso y exposición que se realizaron sobre el tema en España. Contó con el seminario "Pornografía, pospornografía: estética y políticas de representación sexual", así como performances, proyecciones, conferencias y un taller con Annie Sprinkle.En Barcelona surgieron también los colectivos Post-Op (2003) y Quimera Rosa (2008).El primero ha incorporado una perspectiva biopolítica, que reproduce y resignifica diferentes prácticas y "tecnologías de género" para alterar sus significados. En la ciudad también se creó la Mostra Marrana, un evento anual que contó con siete ediciones, la última de ellas en Ciudad de México.En Valencia se formó en 2001 el colectivo O.R.G.I.A. (Organización Reversible de Géneros Intermedios y Artísticos).
En la década de los 2010 también se han desarrollado prácticas posporno en México y Colombia, con artistas como Nadia Granados, Felipe Osornio, Rocío Boliver y Mirna Roldán.En Argentina han tenido lugar tres ediciones de la Muestra de Arte Pospornográfico, así como otras performances.

## Artistas del movimiento
| - Maria Llopis. - Diana J. Torres. - Girlswholikeporno. - Post-Op. - Quimera Rosa. - Spencer Tunick - Rocío Boliver | - Paul B. Preciado. - Itziar Ziga. - O.R.G.I.A. - Annie Sprinkle. - Helena Torres. - Erreakzioa-Reacción. |

## Libros
- Llopis, Maria. El postporno era eso. Melusina, 2010. ISBN 9788496614826.
- Torres, Diana J. Pornoterrorismo. Txalaparta, 2010. ISBN 978-84-81366-09-9.
- Egaña Rojas, Lucía.  Atrincheradas en la carne. Lecturas en torno a las prácticas postpornográficas. Bellaterra, 2017. ISBN 978-84-7290-739-3.

## Filmografía
- Mi sexualidad es una creación artística (Lucía Egaña Rojas, 2011).
- Mutantes. Feminismo porno punk (Virginie Despentes, 2009).
- Yes, we fuck! (Antonio Centeno y Raúl de la Morena, 2015).